# Rainer Schaller

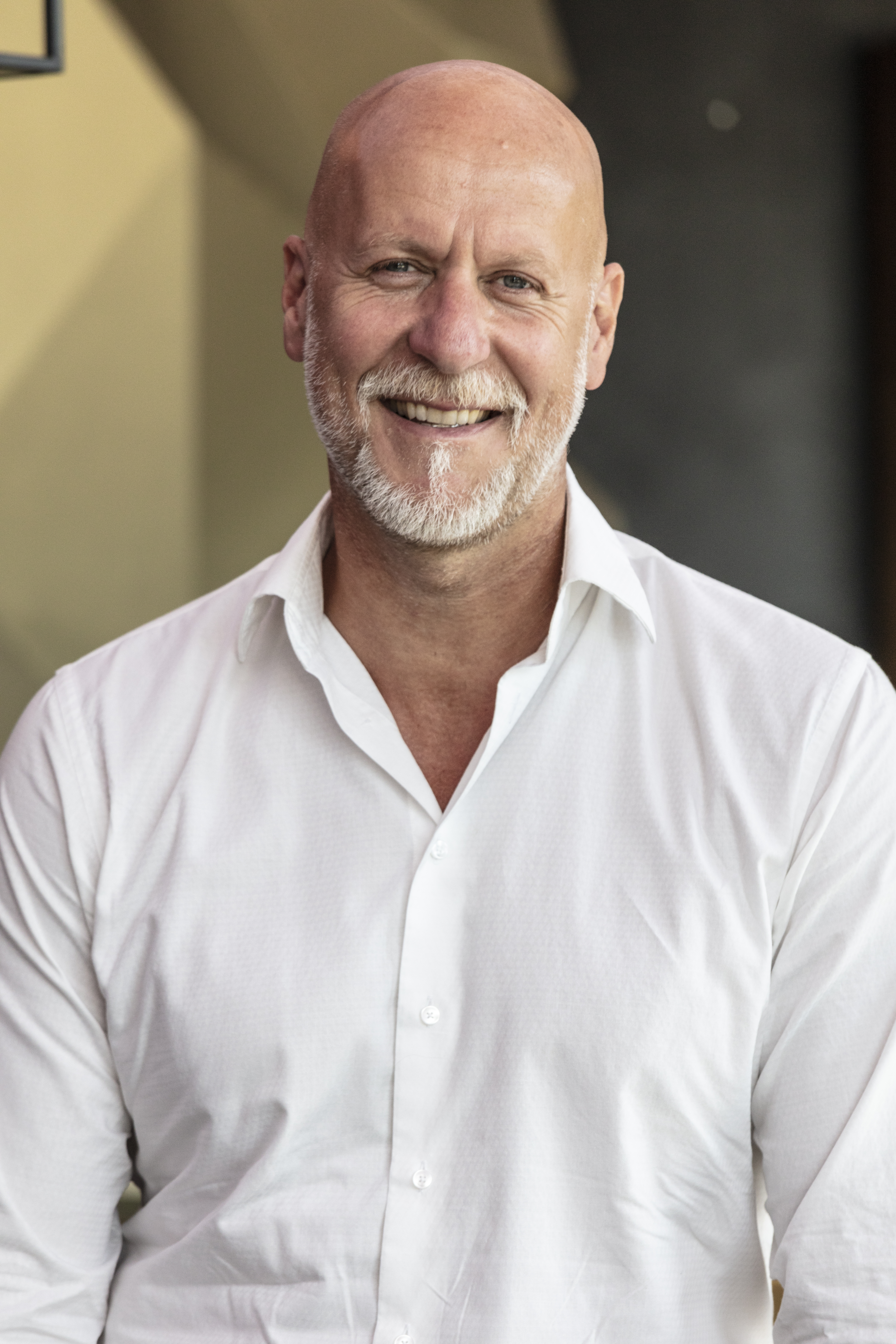
Rainer Schaller (2018)

Rainer Georg Schaller (* 4. Januar 1969 in Bamberg; † 21. Oktober 2022 vor der Küste von Costa Rica) war ein deutscher Unternehmer. Er war Gründer und Geschäftsführer der RSG Group, zu der unter anderem die Fitnessstudios der Marken McFit und Gold’s Gym gehören. Von 2006 bis 2010 war er Veranstalter der Loveparade.

## Leben und Wirken
Rainer Schaller entstammte einer fränkischen Kaufmannsfamilie und wuchs in Schlüsselfeld auf. Sein älterer Bruder ist der Dirigent Gerd Schaller. Rainer Schaller absolvierte eine Ausbildung zum Einzelhandelskaufmann. Er besaß vier Edeka-Filialen; davon betrieb er zuletzt noch das Stammhaus in Schlüsselfeld. 
1996 gründete er die McFit GmbH mit der Idee, das Discounter-Prinzip in der Fitnessbranche anzuwenden. Das erste Fitnessstudio eröffnete er 1997 in Würzburg, und nach elf Jahren entstand in München die 100. Filiale. 2009 begann Schaller mit der Europaexpansion. 2022 existierten über 250 McFit-Studios europaweit. 
Schallers Vision war es, „Fitness für alle“ zu ermöglichen. Er wollte Fitness in das Lebenskonzept integrieren, um die Folgen der Digitalisierung zu kompensieren.
2006 übernahm Schaller die Geschäftsführung der Lopavent, die bis 2010 als Nachfolgefirma von PlanetCom die Loveparade organisierte. 2010 kam er wegen des Unglücks bei der Loveparade 2010 in Duisburg mit 21 Toten und mindestens 652 Verletzten als Veranstalter und Sponsor der Loveparade in die Schlagzeilen. Bei dem sich danach über mehrere Jahre hinziehenden Strafprozess wurde Schaller als Zeuge befragt und übernahm gegenüber den Hinterbliebenen die „moralische Verantwortung“.
2018 gab Schaller die operative Führung seines Unternehmens an Vito Scavo ab und vereinigte 2019 seine Unternehmen zur RSG Group. 2020 erwarb Schallers RSG Group das nordamerikanische Unternehmen Gold’s Gym. Seine RSG Group stieg 2020 auch als alleiniger Investor bei gym80 ein und erwarb damit eine 35%ige Beteiligung an dem führenden deutschen Fitnessgerätehersteller. Damit legte Schaller die Basis für eine Zusammenarbeit bei Expansionen der RSG Group, z. B. in Frankreich, Großbritannien und den USA.
Neben dem McFit-Konzept vereinte Schaller in der RSG Group 20 verschiedene Marken im Bereich Fitness und Lifestyle, wie High5, John Reed, John & Jane’s, CYBEROBICS und HEIMAT bis hin zum Yoga-Studio. Zudem erweiterte er die RSG Group um die Sportnahrungsmarke Qi².
Schaller lebte in Schlüsselfeld bei Bamberg und in Berlin. Sein Vermögen wurde 2019 auf 250 Millionen Euro geschätzt.

### Soziales Engagement
Neben seiner Tätigkeit als Unternehmer engagierte Rainer Schaller sich für soziale Belange. So übergab er bei der ZDF-Gala am 12. Dezember 2009 einen Spendenscheck in Höhe von 1 Million Euro an die Hilfsorganisation „Ein Herz für Kinder“. Sein gemeinnütziges Projekt, eine Alpakafarm auf Mallorca ins Leben zu rufen, um traumatisierten Menschen zu helfen, konnte er nicht mehr umsetzen.

### Tod

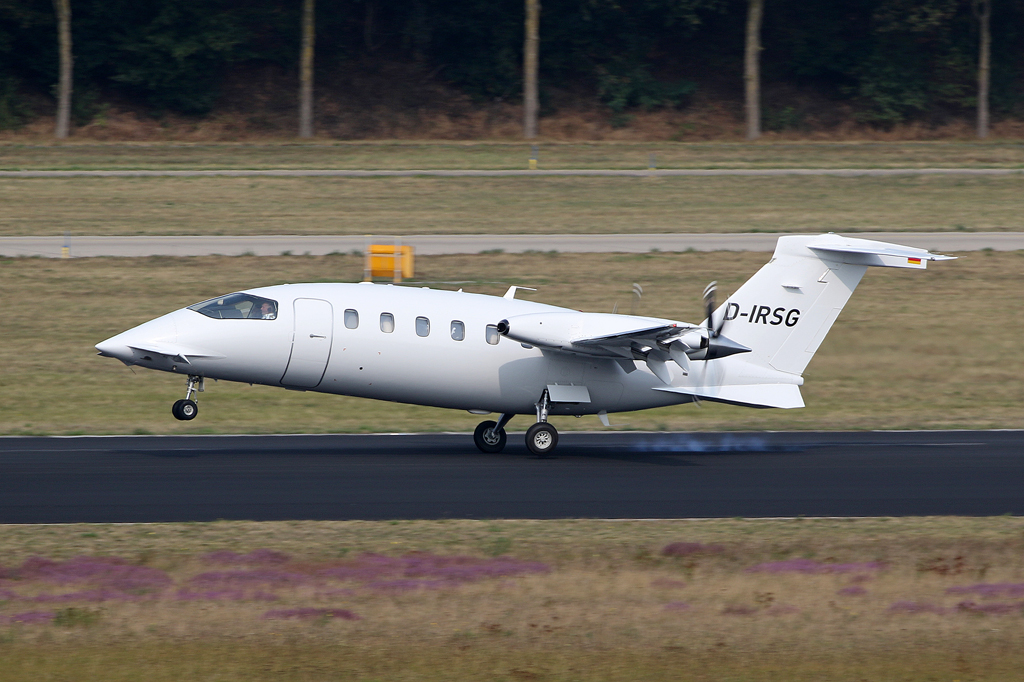
D-IRSG

Rainer Schaller befand sich am 21. Oktober 2022 mit seiner Lebensgefährtin und zwei Kindern, darunter der 2016 geborene gemeinsame Sohn, einem weiteren Mann und dem Piloten an Bord einer 13 Jahre alten Piaggio P.180 auf dem Weg von Mexiko nach Costa Rica. Der Funkkontakt zum Flugzeug brach vor der Küste Costa Ricas ab. Bei einer Suchmission wurden Trümmerteile des Flugzeuges sowie zwei Leichen im Wasser gefunden, was einen Flugzeugabsturz bestätigte. Am 2. November 2022 gaben die Behörden bekannt, dass die Suche nach den Opfern eingestellt worden sei. Zwei Tage später wurden Rainer Schaller und sein Sohn als Tote bestätigt; die anderen Insassen gelten weiterhin als vermisst.